# Кажимеж IV Ягелончик
Кажимеж IV Анджей Ягелончик (на полски: Kazimierz IV Andrzej Jagiellończyk; литовски: Kazimieras I Andrius Jogailaitis; беларуски: Казімір-Андрэй Ягайлавіч) е велик княз на Литва в периода (1440 – 1492) и крал на Полша в периода (1447 – 1492).

## Живот
Кажимеж Ягелончик е роден на 30 ноември 1427 година като трети син на крал Владислав II и София Холшанска. На 29 юни 1447 година получава короната на Полша.
След тринадесетгодишната война с Тевтонския орден, на 19 октомври 1466 година е сключен II Торунски мир, според който Полша получава областите Померелия, Вармия, Хелминска земя, както и градовете Елбинг и Мариенбург. Останалите територии на ордена полагат клетва за вярност. През 1485 година васална клетва полага и молдовския войвода.
Кажимеж IV умира на 7 юни 1492 година и погребан във Вавелската катедрала.

## Фамилия
От брака си с Елизабет Ракушанка има следните деца:
- Владислав II Ягелончик (1456 – 1516), крал на Чехия и Унгария
- Ядвига (1457 – 1505), омъжена за Георг Богатия, херцог на Бавария-Ландсхут
- Свети Казимир (1458 – 1483)
- Ян I Олбрахт(1459 – 1501), наследява баща си като крал на Полша;
- Александер Ягелончик (1461 – 1506), наследява баща си като велик княз Литва, а след смъртта на Ян Албрехт и крал на Полша;
- София Ягелонка (1464 – 1512), от 1479 година – жена на Фридрих (1460 – 1536), маркграф Бранденбург-Ансбах и Байрайт, майка на Албрехт Пруски
- Зигмунт I Стари (1467 – 1548) след смъртта на Александър става крал на Полша и Велик княз на Литва.
- Фридерик Ягелончик (1468 – 1503), епископ на Краков; кардинал и архиепископ гнезненски
- Анна Ягелонка (1476 – 1503), в брак с Богослав X, херцог Померански (1454 – 1523)
- Барбара Ягелонка (1478 – 1534), от 1496 година в брак с херцог Георг Саксонски (1471 – 1539)
- Елжбета Ягелонка (1482 – 1517), с 1515 година брак херцог Фридрих II фон Лигниц (1480 – 1547)

- Портрети на децата
- Владислав II
- Хедвига
- Свети Кажимеж
- Ян I Олбрахт
- Александър Ягелончик
- София Ягелонка
- Зигмунт I Стари
- Фридрих
- Ана Померанска
- Барбара Ягелонка